# Téseny
Téseny é um município da Hungria, situado no condado de Baranya. Tem 12,08 km² de área e sua população em 2019 foi estimada em 286 habitantes.